# RK Zagreb
Rukometni klub Zagreb (RK Zagreb) är en kroatisk handbollsklubb ifrån Zagreb i Kroatien. Sedan 1990-talet har laget på grund av sponsoravtal flera gånger bytt namn. Sedan 2014 är lagets officiella namn RK Prvo plinarsko društvo Zagreb (RK PPD Zagreb).

## Historia
Klubben grundades 1922 i Zagreb i dåvarande kungariket Jugoslavien. Laget har vunnit Europacupen (nuvarande EHF Champions League) två gånger och varit i final totalt sex gånger.

## Spelartrupp
| Nr | Land                    | Pos | Namn            |
| -- | ----------------------- | --- | --------------- |
| 1  | Kroatien                | MV  | Mario Kelentrić |
| 12 | Kroatien                | MV  | Ivan Stevanović |
| 16 | Kroatien                | MV  | Filip Ivić      |
| 2  | Bosnien och Hercegovina | M6  | Bojan Skoko     |
| 3  | Kroatien                | M6  | Marino Marić    |
| 4  | Kroatien                | V6  | Lovro Mihić     |
| 5  | Kroatien                | M6  | Ilija Brozović  |
| 6  | Kroatien                | H6  | Bruno Butorac   |
| 7  | Kroatien                | H9  | Luka Stepančić  |
| 9  | Kroatien                | H6  | Jerko Matulić   |
| 10 | Kroatien                | V9  | Marko Matić     |

| Nr | Land      | Pos | Namn             |
| -- | --------- | --- | ---------------- |
| 11 | Kroatien  | V6  | Lovro Šprem      |
| 13 | Slovenien | M9  | David Špiler     |
| 14 | Kroatien  | H9  | Luka Šebetić     |
| 17 | Kroatien  | V6  | Hrvoje Batinović |
| 18 | Kroatien  | H6  | Zlatko Horvat    |
| 22 | Kroatien  | M9  | Josip Valčić     |
| 23 | Kroatien  | V9  | Domagoj Sršen    |
| 24 | Kroatien  | V9  | Tonči Valčić     |
| 27 | Kroatien  | V9  | Stipe Mandalinić |
| 47 | Kroatien  | M9  | Ante Kaleb       |

## Meriter
- Kroatiska ligan: 31 (1992–2019, 2021–2023)
- Kroatiska cupen: 28 (1992–2000, 2003–2019, 2021–2022)
- Jugoslaviska ligan: 9 (1948, 1949, 1954, 1956, 1957, 1962, 1963, 1965, 1989)
- Jugoslaviska cupen: 2 (1962, 1991)
- Europacupmästare: 2 (1992, 1993)

## Kända spelare (urval)
- Ivano Balić (2008–2012)
- Patrik Ćavar (1990–1997)
- Domagoj Duvnjak (2006–2009)
- Mirza Džomba (1997–2001, 2007–2010)
- Slavko Goluža (1989–1998, 2004–2006)
- Bruno Gudelj (–1994)
- Nenad Kljaić (–1994, 2000–2006)
- Blaženko Lacković (2001–2004)
- Andrej Lavrov (1999–2002)
- Kiril Lazarov (2000–2002, 2007–2010)
- Iztok Puc (1990–1994)
- Vlado Šola (2006–2008)
- Igor Vori (1997–2001, 2003–2005, 2007–2009, 2016– )